# Ljungby (comuna)
Ljungby (em sueco: Ljungby kommun) é uma comuna da Suécia localizada no condado de Cronoberga. Sua capital é a cidade de Ljungby. Possui 1 748 quilômetros quadrados e segundo censo de 2018, havia 28 573 habitantes.